# Вопша (присілок)
Вопша (рос. Вопша) — присілок у Гатчинському районі Ленінградської області Російської Федерації.
Населення становить 153 особи. Належить до муніципального утворення Большеколпанське сільське поселення.

## Географія
Населений пункт розташований на південній околиці міста Санкт-Петербурга.

## Історія
Згідно із законом від 16 грудня 2004 року № 113—оз належить до муніципального утворення Большеколпанське сільське поселення.

## Населення
| 2007 | 2010 | 2011 | 2012 | 2017 |
| ---- | ---- | ---- | ---- | ---- |
| 197  | ↗207 | ↘156 | →156 | ↘153 |